# Таганрозький краєзнавчий музей
Таганрозький краєзнавчий музей — краєзнавчий музей у місті Таганрог, розташований за адресою: вулиця Фрунзе, 41в колишньому будинку М. Д. Алферакі. Заснований у 1898 році. Музей є філією Таганрозького державного літературного і історико-архітектурного музею-заповідника.

## Історія
Біля витоків створенню музею стояли Антон Павлович Чехов, Павло Федорович Іорданов, Ахіллес Миколайович Алферакі, брати Олександр ти Михайло Міллери та інші.

Добре було б розмістити музей в булинку, колишньому Алферакі…

— писав А. П. Чехов.
В пору письменника ця будівля вже належала місту і в ній розміщувався Клуб комерційних зборів. Дії розповідей «Маска», «Іонич» розвертались на фоні інтер'єрів цього будинку. За активної участі Чехова було зібрано експонати для художнього відділу музею, чинив він і фінансову допомогу. 
Сам будинок був збудований у 1848 році за проектом архітектора А. І. Штакеншнейдера для Миколи Дмитровича Алферакі.
В 1927 році збулось побажання письменника, і музей з будівлі колишньої міської Управи переїхав до Палацу.
Була в історії міського краєзнавчого музею і довга смуга, іменована капітально-відновлювальними роботами. Музей закрили на ремонт у 1966 році, а завершили його до листопадових свят 1971 року. За цей час зникли стельові розписи, прекрасні кольорові плафони на біблійні сюжети, в багатьох місцях прибрали художню ліпнину, забрали в запасники дзеркала і скульптури. Інтер'єр залів зовсім змінився. Стиль 70-х відрізнявся художнім мінімалізмом і великою кількістю виробничої тематики.

## Експозиція
Нині діюча експозиція була створена в 1995—1996 роках. Автором художнього проекту є Петро Андрійович Ібалаков.
В 13-ти залах музею розмістилась історико-краєзнавча експозиція, розповідаюча про історію північно-східного Приазов'я і міста Таганрога з стародавніх часів до початку 21 століття.
Найбільшу цікавість представляють:
- комплекс поховання аланської цариці-жриці (1 століття);
- матеріали про заселення краю (8—18 століття);
- про заснування Троїцька на Таган-Розі Петром І;
- про останні дні життя імператора Олександра Павловича;
- про сімейство Алферакі і таке інше.

В двосвітному залі Палацу, де бували М. П. Мусоргський, С. І. Танєєв, С. В. Рахманінов, Аліса Барбі, в теперішній час проводяться концерти камерної, духової музики муніципальних колективів Таганрога з участю солістів з музичних театрів і філармоній Москви, Санкт-Петербурга, і Ростова-на-Дону, а також міські урочисті святкові вечори.